# Heather Donahue
Heather Donahue é uma atriz norte-americana nascida na Pensilvânia, no dia 22 de dezembro de 1974.

## Biografia
É conhecida pelo seu papel como uma das protagonistas do filme "A Bruxa de Blair".

## Filmografia
- Curse of the Blair Witch (1999)
- A Bruxa de Blair (1999)
- The Massacre of The Burkittsville 7: The Blair Witch Legacy (2000)
- Shadow of the Blair Witch (2000)
- A Bruxa de Blair 2 - O Livro das Sombras (2000) (Longa-metragem)
- Amor ou Amizade (2000)
- Seven and a Match (2001) (Longa-metragem)
- The Velvet Tigress (2001)
- Home Field Advantage (2002)
- Taken (2002) (Minissérie de televisão)
- The Walking Hack of Asbury Park (2002)
- New Suit (2002)
- The Big Time (2002)
- Manticore (2005)
- Cadáveres 2 (2008) (Longa-metragem)
- Bruxa de Blair (2016)